# Summit (Washington)
Summit és una concentració de població designada pel cens dels Estats Units a l'estat de Washington. Segons el cens del 2000 tenia 8.041 habitants.

## Demografia
Segons el cens del 2000, Summit tenia 8.041 habitants, 2.990 habitatges, i 2.272 famílies. La densitat de població era de 600,5 habitants per km².
Dels 2.990 habitatges en un 33,4% hi vivien nens de menys de 18 anys, en un 63,6% hi vivien parelles casades, en un 8,4% dones solteres, i en un 24% no eren unitats familiars. En el 18,5% dels habitatges hi vivien persones soles el 7,5% de les quals corresponia a persones de 65 anys o més que vivien soles. El nombre mitjà de persones vivint en cada habitatge era de 2,68 i el nombre mitjà de persones que vivien en cada família era de 3,04.
Per edats la població es repartia de la següent manera: un 25,4% tenia menys de 18 anys, un 6,9% entre 18 i 24, un 28,5% entre 25 i 44, un 25,9% de 45 a 60 i un 13,2% 65 anys o més.
L'edat mediana era de 38 anys. Per cada 100 dones de 18 o més anys hi havia 95,6 homes.
La renda mediana per habitatge era de 52.685 $ i la renda mediana per família de 60.131 $. Els homes tenien una renda mediana de 43.083 $ mentre que les dones 31.733 $. La renda per capita de la població era de 22.915 $. Aproximadament el 5,2% de les famílies i el 6,5% de la població estaven per davall del llindar de pobresa.

## Poblacions més properes
El següent diagrama mostra les poblacions més properes.